# 327e division de fusiliers (2e formation)
Pour les articles homonymes, voir 327e division.
La 327e division de fusiliers (russe : 327-я стрелковая дивизия) est une division d'infanterie de l'Armée rouge pendant la Seconde Guerre mondiale.
Formée en mai 1944, elle rejoint la région de Léningrad. Elle prend part à l'offensive contre la Finlande qui met fin à la guerre de Continuation. En 1945, elle nettoie les poches de résistances allemandes le long des côtes des pays baltes et participe à l'encerclement de la poche de Courlande.

## Historique
Une première 327e division de fusiliers est créée en 1941 et devient la 64e division de la Garde en 1943.
La seconde 327e division de fusiliers est formée le 1er mai 1944, au sein de la 60e armée du 1er front ukrainien, à partir des soldats et des équipements de la 156e région fortifiée. Le général Emilian Kozik (pl) reçut le commandement, qu'il conservera jusqu'aux dernières semaines de la guerre. La division comprenait les 154e, 159e et 162e régiments de fusiliers et le 355e régiment d'artillerie, ainsi que d'autres unités plus petites. Elle était initialement subordonnée au 28e corps de fusiliers, mais plus tard ce mois-là, il a été transféré au 94e corps de fusiliers (ru). Avec ce corps, la division a été transportée loin vers le nord et rejoint la 7e armée du Front de Carélie en juin. Lorsque l'offensive Svir-Petrozavodsk a commencé le 20 juin, La 327e a été transféré à nouveau, cette fois à la 23e armée du Front de Léningrad ; elle reste dans ce front jusqu'à la fin. En même temps, elle est affectée au 6e corps de fusiliers, où elle restera, à l'exception d'une brève période à la fin de l'année, jusque dans l'après-guerre. En janvier 1945, le 6e corps est transféré à la 8e armée, chargée de nettoyer la côte baltique et les îles des troupes allemandes restantes, et de mars à la fin de la guerre, la division a fait partie du groupe d'armées de Courlande, contenant les forces isolées de l'ancien groupe d'armées Nord. Le général Kozik laisse le commandement au colonel. MA Rogozine le 25 avril.
À la suite de la capitulation allemande, le 6e corps de fusiliers part pour le Caucase du Nord, établissant en août son quartier général à Stalingrad. En octobre, la 327e division de fusiliers semble être stationnée à Kamychine. La division est dissoute au printemps 1946.